# أوسكار غونزاليس

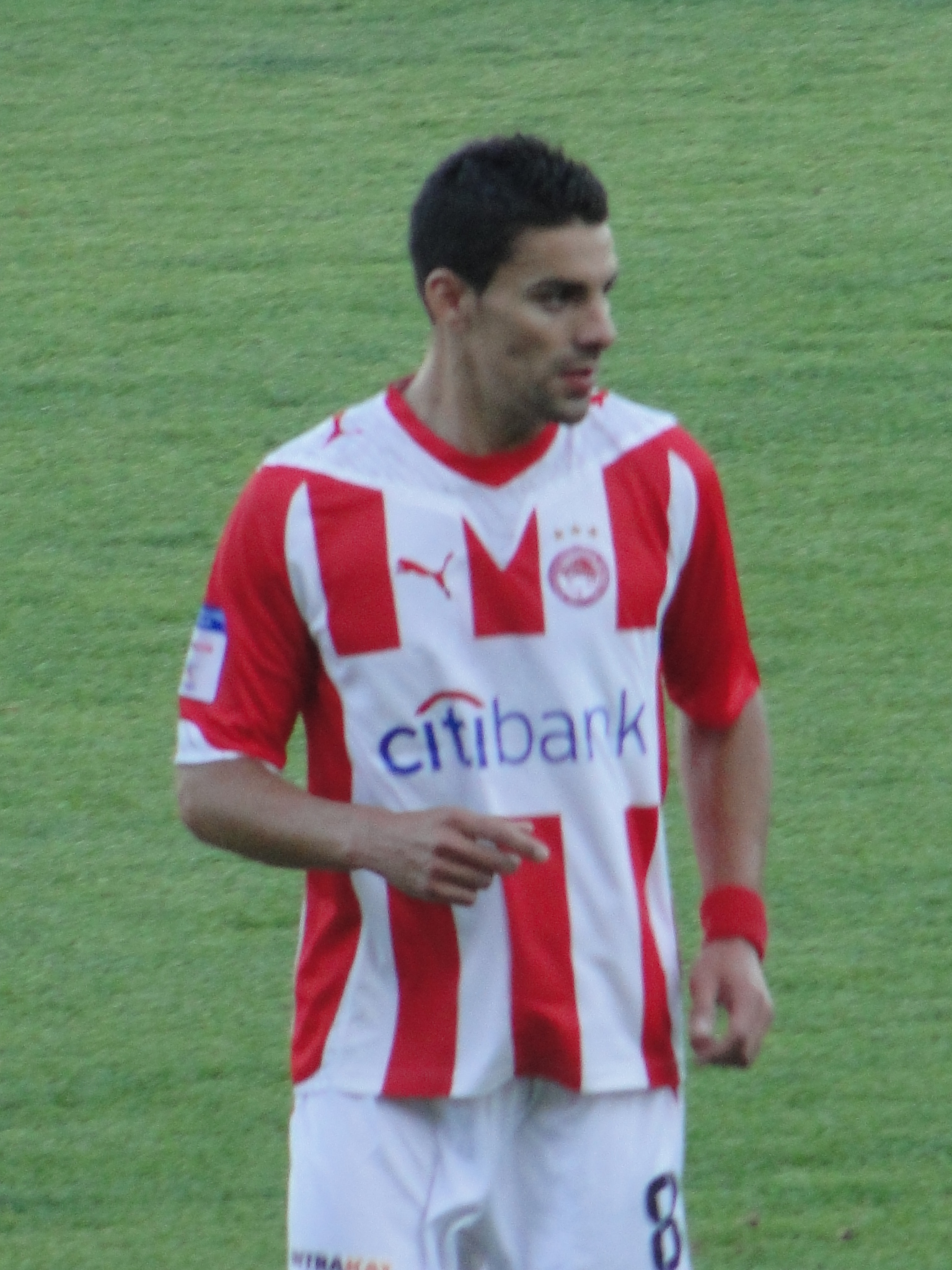
أوسكار غونزاليس

أوسكار غونزاليس ماركوس (بالإسبانية: Óscar Javier González Marcos)‏، من مواليد 12 نوفمبر 1982 في شلمنقة في إسبانيا، لاعب كرة قدم إسباني.
بدأ مسيرته الكروية مع نادي بلد الوليد في عام 2001، ولعب معهم في حتى عام 2004، وشارك معهم في 81 مباراة وسجل 13 هدف، ومنذ عام 2004 وهو يلعب مع نادي ريال سرقسطة.

## روابط خارجية
- أوسكار غونزاليس على موقع قاعدة بيانات كرة القدم.إي يو (الإنجليزية)
- أوسكار غونزاليس على موقع ليكيب (الفرنسية)
- أوسكار غونزاليس على موقع Soccerway.com (الإنجليزية)
- أوسكار غونزاليس على موقع عالم كرة القدم.نت (الإنجليزية)
- أوسكار غونزاليس على موقع AS.com (الإسبانية)